# 徐海
徐 海（じょ かい、拼音：Xú Hăi、生年不詳 － 1556年）は、明代の倭寇の頭目である。法名は普浄、通称は明山和尚。自称天差平海大将軍。
徽州歙県の生まれ。幼くして杭州の虎跑寺に預けられるが、後に王直の腹心であった叔父徐碧溪とともに密貿易に携わった。
嘉靖三十一年（1552年）、王直の暗殺を画策するが、叔父に阻止された。その後、叔父の借金のかたとして日本の大隅国の領主の人質となった。以後は倭寇に加わり、辛五郎らと江蘇、浙江方面の沿岸各地を襲撃するようになった。
大陸に上陸した徐海は柘林、乍浦に根拠地を構えた。嘉靖三十五年（1556年）、陳東や麻葉らの率いる倭寇集団と合わせて数万の兵力を以て、江浙諸都市を攻略したが、胡宗憲の離間策にはまった徐海は陳東を拘束し、その身柄を官軍に引き渡した。胡宗憲は陳東に徐海討伐を命じ、徐海の一団を壊滅させた。
このとき徐海は海に身を投げ自害したと言われる。陳東、麻葉、辛五郎は捕らえられて処刑され、四人の首は北京に送られた。

## 小説
- 阮攸『金雲翹』